# Ынторсура-Бузэулуй
Ынторсу́ра-Бузэ́улуй (рум. Întorsura Buzăului, венг. Bodzaforduló) — город в Румынии в составе жудеца Ковасна.

## История
В октябре 1599 года в этих местах останавливался князь Михай Храбрый по пути в Трансильванию.
Первые постоянные поселения появились здесь в 1750-х годах. В 1805 году была зарегистрирована православная община. В 1931 году сюда пришла железная дорога.
В 1968 году населённый пункт получил статус города.